# Одинадцята надзвичайна спеціальна сесія Генеральної Асамблеї ООН
Одинадцята надзвичайна спеціальна сесія Генеральної Асамблеї ООН присвячена вторгненню Росії в Україну в 2022 році під час російсько-українська війни. Сесія скликана 28 лютого 2022 року і проходила у штаб-квартирі Організації Об'єднаних Націй у Нью-Йорку.

## Правові підстави
Надзвичайна спеціальна сесія — це позапланове засідання Генеральної Асамблеї Організації Об'єднаних Націй для прийняття термінових, але необов'язкових рішень або рекомендацій щодо певного питання. Надзвичайні спеціальні сесії трапляються рідко, їх скликали лише десять разів за всю історію Організації Об'єднаних Націй.

Механізм надзвичайної спеціальної сесії був створений у 1950 році шляхом прийняття Генеральною Асамблеєю резолюції «Об'єднання заради миру», яка вносила необхідні зміни до Правил процедури Асамблеї того часу. У резолюції також зазначено, що:
… якщо Рада Безпеки через відсутність одностайності постійних членів не виконує свою основну відповідальність за підтримання міжнародного миру і безпеки в будь-якому випадку, коли існує загроза миру, порушення миру, або акту агресії, Генеральна Асамблея негайно розглядає це питання з метою надання відповідних рекомендацій членам щодо колективних заходів, у тому числі у разі порушення миру чи акту агресії застосування збройної сили, коли це необхідно, для підтримувати або відновлювати міжнародний мир і безпеку. Якщо в цей час немає сесії, Генеральна Асамблея може зібратися на екстрену спеціальну сесію протягом двадцяти чотирьох годин після запиту про це. Така надзвичайна спеціальна сесія скликається на вимогу Ради Безпеки за голосуванням будь-яких семи членів або більшістю членів Організації Об'єднаних Націй…
Вважалося, що ці умови виконані після того, як Російська Федерація використала право вето в Раді Безпеки ООН 25 лютого, щоб відмовитися від проєкту резолюції S/2022/155, яка висловлює жаль з приводу вторгнення та закликає до виведення російських військ.

## Скликання сесії
27 лютого 2022 року Рада Безпеки ООН прийняла резолюцію 2623, закликаючи скликати екстрену спеціальну сесію наступного дня. Одинадцять членів Ради Безпеки ООН проголосували за, Росія проголосувала проти, а Китай, Індія та Об'єднані Арабські Емірати утрималися. Резолюція була прийнята, незважаючи на голосування проти Росії, оскільки постійні члени Ради Безпеки ООН не мають права вето щодо процедурних питань, таких як голосування щодо скликання надзвичайної спеціальної сесії.
До резолюції 2623 резолюція «Єдність заради миру» використовувалася для скликання екстренних сесій Генеральної Асамблеї 12 разів: сім разів — Радою Безпеки ООН і п'ять разів — Генеральною Асамблеєю ООН.

### Голосування
| За (11) | Утрималися (3)      | Проти (1) |
| --- | ------------------- | --------- |
| - Албанія - Бразилія - Франція - Габон - Гана - Ірландія - Кенія - Мексика - Норвегія - Велика Британія - США | - КНР - Індія - ОАЕ | - Росія   |
| Постійні члени Ради Безпеки виділені жирним шрифтом.                                                          |                     |           |

## Хід сесії
На початку спеціальної сесії Голова Генеральної Асамблеї ООН Абдулла Шахід (Мальдівська Республіка) закликав делегації вшанувати хвилиною мовчання.
Близько сотні делегацій звернулися до Генеральної Асамблеї ООН, яка, як очікується, проголосує за необов'язкову резолюцію 2 березня.
Ізольована на Генеральній Асамблеї ООН Росія захищала свою «військову операцію» в Україні і звинувачувала в насильстві Київ. З іншого боку, представник України в ООН Сергій Кислиця засудив дії Росії як «воєнні злочини», а рішення Путіна про підвищення ядерної готовності назвав «божевіллям». Він попередив: «Якщо Україна не виживе, не витримає міжнародний мир. Якщо Україна не виживе, не виживе ООН. … Якщо Україна не виживе, ми не можемо дивуватися, якщо демократія зазнає краху».
| Документ | Результат голосування |
| --- | --- |
| Проєкт резолюції A/ES-11/L.1 від 01.03.2022 «Агресія проти України», схвалений як резолюція ES-11/1 | 5-е пленарне засідання (02.03.2022): 141 підтримали, 5 проти, 35 утрималися |
| Проєкт резолюції A/ES-11/L.2 від 21.03.2022 «Гуманітарні наслідки агресії проти України», схвалений як резолюція ES-11/2 | 9-е пленарне засідання (24.03.2022): 140 підтримали, 5 проти, 38 утрималися |
| Проєкт резолюції A/ES-11/L.3 від 22.03.2022 «Гуманітарна ситуація, спричинена конфліктом в Україні», поданий ПАР та відхилений | 9-е пленарне засідання (24.03.2022): 50 підтримали, 67 проти, 36 утрималися |
| Проєкт резолюції A/ES-11/L.4 від 06.04.2022 «Призупинення прав членства російської федерації в Раді ООН з прав людини», схвалений як резолюція ES-11/3 | 10-е пленарне засідання (07.04.2022): 93 підтримали, 24 проти, 58 утрималися |
| Проєкт резолюції A/ES-11/L.5 від 07.10.2022 «Територіальна цілісність України: захист принципів Статуту ООН», схвалений як резолюція ES-11/4 | 14-е пленарне засідання (12.10.2022): 143 підтримали, 5 проти, 35 утрималися |
| Проєкт резолюції A/ES-11/L.6 від 07.11.2022 «Сприяння відшкодуванню та репараціям за агресію проти України», схвалений як резолюція ES-11/5 | 15-е пленарне засідання (14.11.2022): 94 підтримали, 14 проти, 73 утрималися |
| Проєкт резолюції A/ES-11/L.7 від 16.02.2023 «Принципи Статуту ООН, які лежать в основі всеохоплюючого, справедливого та тривалого миру в Україні», схвалений як резолюція ES-11/6 - зі змінами A/ES-11/L.8 від 21.02.2023, запропонованими Білоруссю та Нікарагуа - зі змінами A/ES-11/L.9 від 21.02.2023, запропонованими Білоруссю та Нікарагуа | 19-е пленарне засідання (23.02.2023): 141 підтримали, 7 проти, 32 утрималися - не враховано: 11 підтримали, 94 проти, 56 утрималися - не враховано: 15 підтримали, 91 проти, 52 утрималися |